# C-5 Galaxy

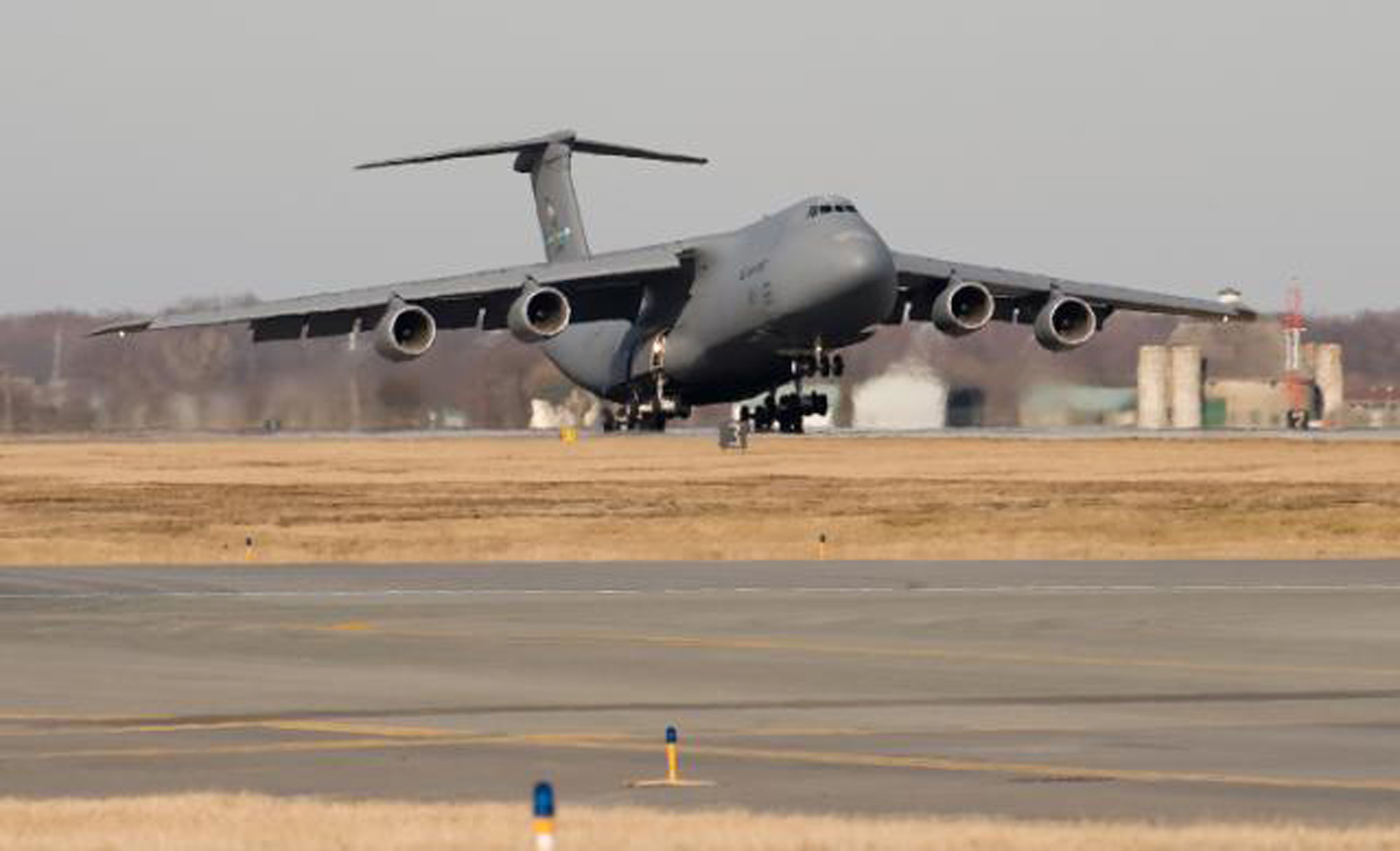
Приземлення C-5 Galaxy

C-5 Galaxy (укр. «Ґе́лексі») — американський стратегічний військово-транспортний літак підвищеної вантажопідйомності. До 1982 року — найбільший серійний вантажний літак у світі. Має змогу перевозити 6 гвинтокрилів McDonnell Douglas AH-64 Apache, 4 БМП M2 Бредлі, 6 БТР M1126/M1135 Страйкер чи два танки M1 Abrams.

## Історія
C-5 Galaxy — стратегічний військово-транспортний літак, розроблений американською фірмою Lockheed за проектом Lockheed Model 500. Потреба ВПС США у великому стратегічному транспортному літаку, який би міг використовуватися з таких же аеродромів, як і С-141, спричинила створення літака Lockheed C-5A Galaxy. Його перший політ відбувся 30 червня 1968 р. всього було побудовано 81 літак для оснащення чотирьох ескадрилей.
Крім того, С-5 мав додаткову можливість завантаження через відкидану вгору носову частину із захисного скла і шасі, що забирається з 28 колесами для експлуатації з дуже важким вантажем із необладнаних аеродромів; кожен колісний візок шасі для полегшення навантаження і розвантаження мав амортизаційну стійку, яка могла коротшати на землі. Літак C-5A Galaxy довів свою цінність як транспорт для матеріально-технічного забезпечення, однак наприкінці 1970-х рр.. була відзначена швидка втома конструкції крила, що викликало необхідність розробки нового крила. 77 літаків згодом пройшли восьмимісячну програму переробки, і останній з них (позначення С-5А) був поставлений в середині 1987 р.
У 1982 р. ВПС США вибрали і замовили наступну партію нових літаків, позначених С-5В і оснащених двигунами турбовентиляторів TF39-GE-1C тягою 53000 фунтів. Перший з них піднявся в повітря 10 вересня 1985 р., а останній 50-й зійшов зі складальної лінії компанії Локгід в 1989 р.
Вперше С-5В продемонстрували світовій громадськості в 1986 р. на салоні у Ванкувері (Канада). Однак, до цього часу він вже не вважався гігантським літаком світу. При злітній масі 380 т С-5В здатний перевозити вантажі масою не більше 118 т. Демонстрація ж «Руслана» на міжнародних виставках в середині 80-х років переконала весь світ, що Радянський Союз вийшов вперед у створенні надважких літаків.
Наприкінці 80-х років NASA модернізувати два C-5A в варіант С-5С. Для розміщення штучних супутників Землі та елементів космічної станції в хвостовій частині літаків видалили верхню палубу, збільшивши розміри вантажної кабіни, і доопрацювали задній вантажний люк.
У даний час компанія Lockheed Martin спільно з Honeywell Defense Avionics Systems пропонує ВПС програму заміни на Galaxy аналогової авіоніки цифровою. У серпні 2000 р. фахівці Lockheed Martin вирішили замінити двигуни на всіх Galaxy на GE CF6-80C2L1F (із злітною тягою на 22 % більшою), що дозволило збільшити швидкопідйомність і майже на третину крейсерську висоту польоту, а також скоротити розбіг.
З моменту появи в збройних силах С-5А брали участь практично в усіх збройних конфліктах, доставляючи в «неспокійні країни» бойову техніку, боєприпаси і бійців.

## Модифікації
- С-5А — перші (81 літак) побудовані до 1973 року.
- С-5В — 50 літаків виготовлених в період з 1986 до 1989, відрізняються сучаснішою авіонікою в порівнянні з С-5А.
- C-5C — два літаки (68-0213 і 68-0216) спеціалізовані для потреб NASA.
- C-5M — модернізація з жовтня 2004 року (з новим двигуном і новою авіонікою).
- L-500 — цивільний транспортний літак.

## Льотно-технічні характеристики C-5B
- Розмах крила — 67,88 м
- Довжина літака — 75,54 м
- Висота літака — 19,85 м
- Площа крила — 575,98 м²
- Маса
  - порожнього літака — 169 643 кг
  - максимальна злітна маса — 379 657 кг
    - Паливо — 150 819 кг[1]
- Тип двигуна — 4 турбовентиляторних двигуни General Electric TF39-GE-1C
  - Тяга — 4×191,27 кН
- Максимальна швидкість — 919 км/год
- Крейсерська швидкість — 888 км/год
- Практична дальність польоту — до 10 411 км
- Дальність діяльності — до 5 526 км
- Практична стеля — 10 895 м
- Екіпаж — 5 осіб

## Оператори
США
- Повітряні сили США - 52 C-5M на озброєнні на серпень 2018.[2]